# La Monte Young
La Monte Young (* 14. října 1935 Bern, Idaho, USA) je americký hudební skladatel a hudebník. Narodil se v malém srubu uprostřed idažských plání, odkud čerpal své první hudební inspirace – pískání větru mezi kládami srubu a zvuky větru či elektrického transformátoru. Později žil v Kalifornii, kde postupně docházel na několik škol. Zpočátku se věnoval serialistické hudbě, později, když se odstěhoval do New Yorku, skládal kompozice ovlivněné Johnem Cagem a hnutím Fluxus. Poté experimentoval s dlouho drženými tóny (tzv. drone music); v té době s ním hráli například Tony Conrad a John Cale. Do značné míry byl ovlivněn indickou klasickou hudbu. Čtvrt století se svou manželkou Marian Zazeelaovou studoval u indického hudebníka Prana Natha.

## Dětství a studium

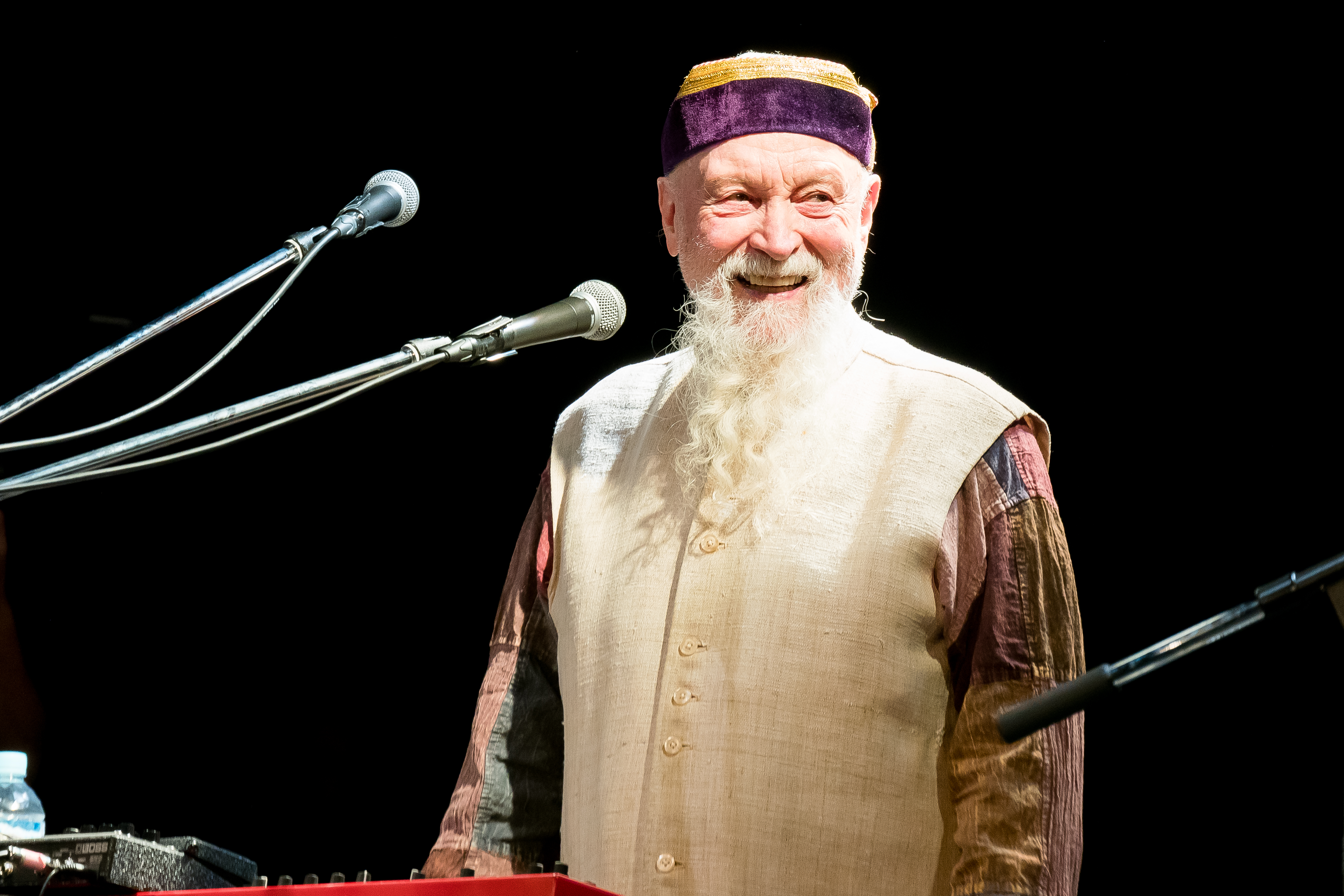
Terry Riley (2017)

La Monte Thornton Young se narodil dne 14. října 1935 ve srubu v malé mormonské vesnici Bern na jihozápadě Idaha. Jeho otcem byl Dennis Young, který v té době pracoval jako pastýř ovcí, a matka se jmenovala Evelyn Grandy Young. La Monte je nejstarší z jejich šesti dětí (ve srubu se později narodila sestra La Juana, zatímco další děti se narodily později). K hudbě se dostával již od dětství, zprvu díky dětským písním a chvalozpěvům v montpelierském kostele, a kovbojským písním, které jej učila jeho teta (od té zároveň dostal lekce hry na kytaru, ale na tento nástroj později nehrál). Hudbu dále vnímal také ze svého okolí, kde slýchal pískání větru mezi kládami srubu, bzukot cvrčků či hluk elektrického transformátoru. Vzhledem k velmi špatné finanční situaci rodiny se otec v roce 1941 rozhodl odjet stopem do Los Angeles. Zbytek rodiny jej následoval o měsíc později. Zde na základní škole začal studovat hudbu a hrát v orchestru na saxofon. Zprvu hrál na altsaxofon, později tenorsaxofon a následně také na sopraninový saxofon. Zanedlouho, v roce 1946, však začala být špatná finanční situace opět neúnosná a Youngovi se přestěhovali do utažského města American Fork, kde La Monteův prastrýc provozoval malou farmu. Kromě klasického hudebního vzdělání, kterého se mu dostávalo ve škole, jej strýc seznamoval také s jazzem.
V roce 1950 se Youngova rodina vrátila do Los Angeles, kde Young začal scházet na Střední školu Johna Marshalla. Prostřednictvím svého učitele se zde začal seznamovat se soudobou klasickou hudbou – vzal jej například na vystoupení Losangeleské filharmonie, která hrála Bartókův Koncert pro orchestr. Již na střední škole Young získal improvizační schopnosti a po večerech hrával s různými jazzmany, jako byli Billy Higgins, Don Cherry či i starší Ornette Coleman a Eric Dolphy. Střední školu ukončil v roce 1953 a následně zahájil studium u skladatele a klavíristy Leonarda Steina na Los Angeles City College. V letech 1953 až 1955 složil svou první jazzovou kompozici Annod ve stylu dvanáctitaktového blues v c moll. Nedlouho po vzniku této skladby začal Young vyvíjet bluesový styl hraní na klavír, který později využil ve své skladbě Young's Blues, což byl název, který používal pro různé improvizace v bluesovém stylu v univerzitním období a krátce po něm.
Během studia na univerzitě začal rebelovat proti své náboženské výchově a ještě v roce 1953 odešel od rodičů. Usadil se u babičky, u které žil do roku 1955, kdy se pohádali a Young začal žít v motelu a později v levném bytě. Na čas rovněž zanechal studia, aby se mohl věnovat hraní jazzu. Svého času rovněž pracoval v továrně na bezpečností pásy, přičemž i zde čerpal inspiraci ze zvuků různých strojů. V únoru 1957 Young definitivně odešel z Los Angeles City College a nastoupil na Kalifornskou univerzitu (UCLA), kde se seznámil s japonskou hudbou gagaku a objevoval též západní duchovní hudbu. Významným objevem pro něj byla také nahrávka indického sarodisty Aliho Akbara Khana, která pro něj znamenala počátek celoživotního studia indické klasické hudby. Na UCLA se také spřátelil s mladým skladatelem Dennisem Johnsonem, který zde také studoval, a který se účastnil či přímo hrál v premiérách několika Youngových studentských kompozicích. Dalším z Youngových přátel zde byl Terry Jennings. V roce 1958 získal titul B.A.

## Rané skladby a další studia
Na univerzitě v Los Angeles se Young začal zajímat o dvanáctitónovou hudbu, což je technika vymyšlená Rakušanem Arnoldem Schoenbergem, a v listopadu 1956 dokončil svou první skladbu v tomto stylu – Five Small Pieces for String Quartet, On Remembering A Naidad. Mezi další rané skladby patří Variations for Alto Flute, Bassoon, Harp and String Trio (únor 1957), která je stejně jako předchozí skladba inspirována tvorbou Antona Weberna. Významnou je též skladba for Brass (červen 1957), která používá stejnou palindromickou strukturu jako Five Small Pieces for String Quartet, avšak na rozdíl od ní má pouze jednu část, a to pro žesťový oktet. Skladba je významná tím, že v ní Young používá palindromy a symetrie – později se proslavil právě hlavně díky častému užívání dlouhotrvajících tónů a expanzivních pomlk. V létě roku 1958 trávil dlouhé hodiny tvorbou dlouhotrvajících harmonií pro rozsáhlou skladbu Trio for Strings na varhanách v Royce Hall (koncertní síň v kampusu UCLA).
V září 1958 zahájil Young graduální studium na Kalifornské univerzitě v Berkeley. Zde se seznámil s dalšími studenty, jako byli například David Del Tredici, Douglas Leedy, Pauline Oliveros a zejména Terry Riley, s nímž se následně několik desítek let občasně stýkal. Během studií v Berkeley složil několik kratších skladeb, jako například Sarabande (pro nespecifikované nástroje) a Study I (pro klavír). Koncem července byl Young přijat do třídy Karlheinze Stockhausena v německém Darmstadtu, kam okamžitě odjel. Younga zde však nakonec nezaujal primárně Stockhausen, ale John Cage, o jehož tvorbě se zde žhavě diskutovalo. Young si později s Cagem začal dopisovat a Cageově tvorba, stejně jako jejich korespondence, měla značný vliv na Youngovo pozdější smýšlení. Kromě Cage zaujala Younga v Darmstadtu také tvorba Angličana Cornelia Cardewa, stejně jako Christiana Wolffa. Po návratu do Kalifornie dokončil Young druhý ročník graduálního studia na Berkeleyské univerzitě a zároveň zde uváděl díla svého dalšího vzoru, Richarda Maxfielda, který se věnoval převážně elektronické hudbě. V té době chodil s básnířkou Diane Wakoskou, s níž měl i dítě, které bylo dáno k adopci.

## Šedesátá léta

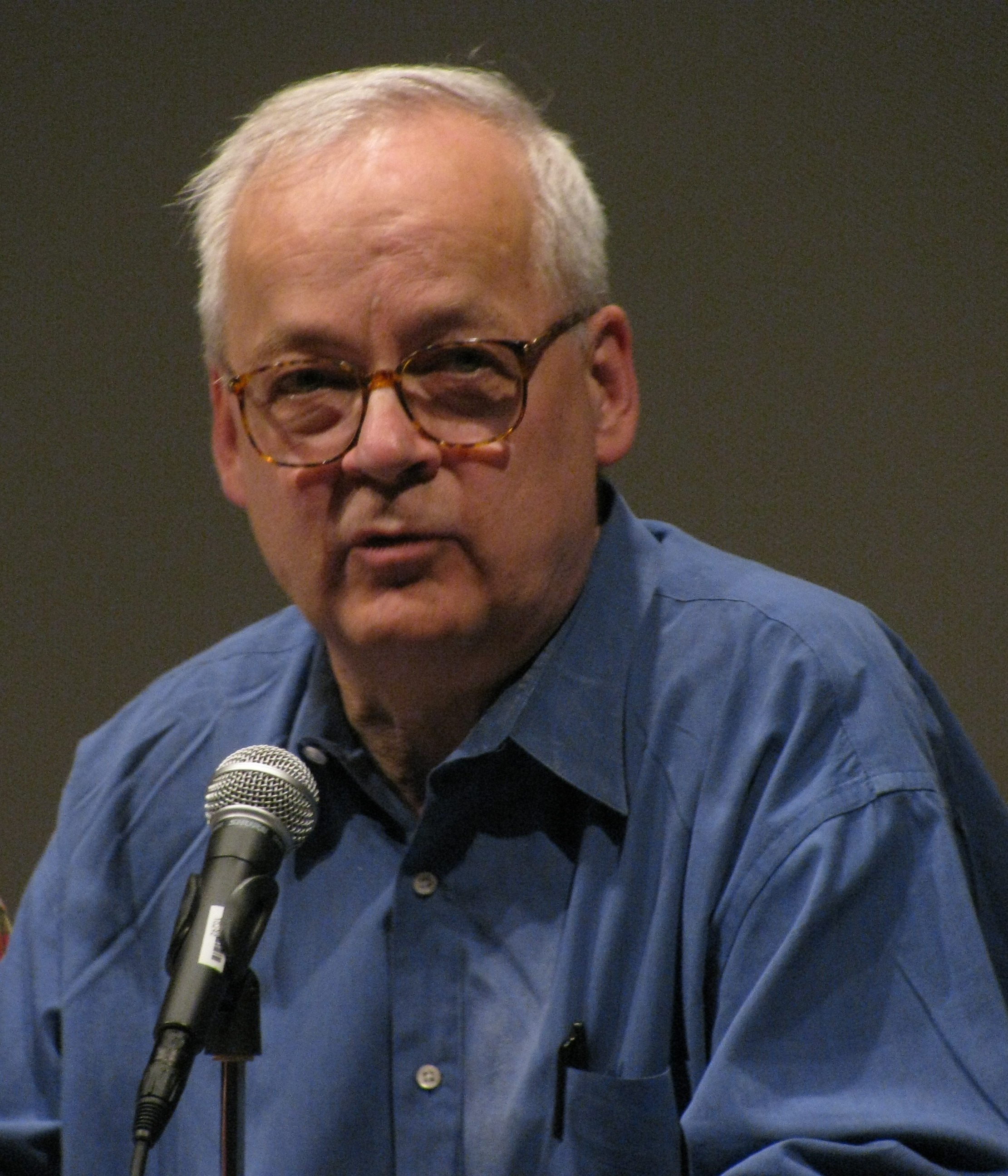
Tony Conrad (2009)

Léto 1960 Young s Rileyem strávili netradičním vyučováním kompozice na letní škole Anny Halprin v Marin County. Na podzim roku 1960 se La Monte Young přestěhoval do New Yorku, kde studoval elektronickou hudbu a působil jako asistent Richarda Maxfielda na The New School for Social Research. Z té doby pochází například kompozice Poem for Chairs, Tables, Benches, etc. (or other sound sources), v níž má performer na rozdíl například od skladby Vision ze stejného období, která má pevně daný počet hudebníků a délku, značnou volnost. Kompozice má být hrána na různé části nábytku, s nimiž performeři hýbou po podlaze. Místo je však i pro další zvuky (pištění, „měkké zvuky“). Pod vlivem Cage tedy Young v této skladbě upustil od tradičního notového zápisu a místo toho napsal pokyny v próze. Rovněž délka kompozice je téměř naprosto na předvádějícím (jsou dány různé možnosti, které mají trvat od deseti sekund do dvaceti minut, od dvaceti minut do dvou hodin a od dvou do dvanácti hodin). Kompozice měla premiéru dne 11. dubna 1960 v newyorském Living Theatre a vykonávali ji John Cage a David Tudor.
Nedlouho po přestěhování se Young prosadil na newyorské umělecké scéně a brzy jej umělkyně Yoko Ono jmenovala hudebním ředitelem série koncertů, které probíhaly od prosince 1960 do června 1961 v jejím bytě. Young zároveň blízce spolupracoval s dalšími hudebníky, jako byli například Walter De Maria, Terry Jennings či Henry Flynt. Scházel se s lidmi kolem George Maciunase a pozdějšího hnutí Fluxus. V roce 1962 se řada z jeho děl uváděla v Evropě, ale Young se postupně od Fluxusu odtahoval. Mezi další díla z této doby patří X for Henry Flynt (též jako Arabic Numeral). Po uvedení v USA se tato skladba dočkala také britské premiéry – tu provedl velšský hudebník a Youngův velký obdivovatel John Cale. Řada z jeho děl z roku 1960 nese název Composition 1960 s číslem na konci. Mnoho z nich vyšlo v Youngově antologii An Anthology, v níž vyšla také díla dalších skladatelů. Významnou kompozicí z této série (číslo 10 pro Roberta Morrise) má v zápisu pouze slova Draw a straight line and follow it (tj. Nakreslete přímku a postupujte podle ní). Několik skladeb z toho roku nevyužívá Youngova sjednoceného titulu, patří mezi ně například Piano Piece for David Tudor, Target for Jasper Johns či Piano Piece for Terry Riley.
V zápisu skladby Piano Piece for David Tudor #1 (říjen 1960) Young například nabádá performera, aby na pódium přinesl seno a kbelík vody, aby se klavír mohl najíst a napít. Performer má následně dvě možnosti – buď klavír nakrmí, nebo jej nechá, ať se nakrmí sám. V případě, že se rozhodne pro první možnost, skladba končí po nakrmení. Pokud se rozhodne pro druhou, dílo končí ve chvíli, kdy se buď klavír nakrmí sám nebo se rozhodne nejíst. Značnou volnost má předvádějící také v kompozici Composition 1960 #13 (listopad 1960) – Young zadal, aby si performer vybral jakoukoliv skladbu a následně ji zahrál jak nejlépe umí. V prosinci 1962 začal Young pracovat na kompozici The Four Dreams of China se „snovým akordem“ (tóny C, F, Fis a G) s danými pravidly, jak je hrát. Tehdy však šlo pouze o koncept, který na čas opustil, ale ke kterému se vrátil po roce 1964, kdy začal používat racionální ladění. V pozdějších letech byly veřejně představeny části skladby, ale k premiéře kompletního díla došlo až v roce 2011.

### Theatre of Eternal Music
V polovině roku 1962 začal Young (hrající na sopraninový saxofon) zkoušet s perkusionistou Angusem MacLisem a choreografkou Simone Forti, která zpívala drone. Forti byla brzy nahrazena umělkyní Marian Zazeelaovou, s níž Young dne 22. června 1962 začal žít (a na den přesně o rok později se vzali). V té době do uskupení přibyl také Billy Linich. Čtveřice odehrála v létě 1962 několik vystoupení, přičemž na některé z nich dorazil také Tony Conrad. I ten se později, na jaře 1963, stal členem skupiny, nyní označované jako Theatre of Eternal Music. Linich skupinu posléze opustil a v září 1963 se ke Conradovi, který hrál na housle, přidal další hráč na smyčcový nástroj – Velšan John Cale hrající na violu. Na návrh Tonyho Conrada, který dříve studoval matematiku a byl jí ovlivněn i ve své hudební tvorbě, začalo v roce 1964 uskupení experimentovat s táhlými tóny, jejichž frekvence byly dány celočíselnými poměry (nikoliv určitým počtem polovičních nebo celých kroků). Soubor experimentoval se souzvuky hlasů a smyčcových nástroji (resp. zpočátku Youngova saxofonu); dalším neměnným prvkem jejich hudby byl motorek z želvího akvária. V únoru 1964 začala skupina hrát improvizační skladbu Pre-Tortoise Dream Music s výraznými dronovými prvky. Později vznikla též kompozice The Tortoise, His Dream and Journeys, která je celá postavená na dronech, a každé její představení Young považoval za jedinečné dílo s vlastním názvem.

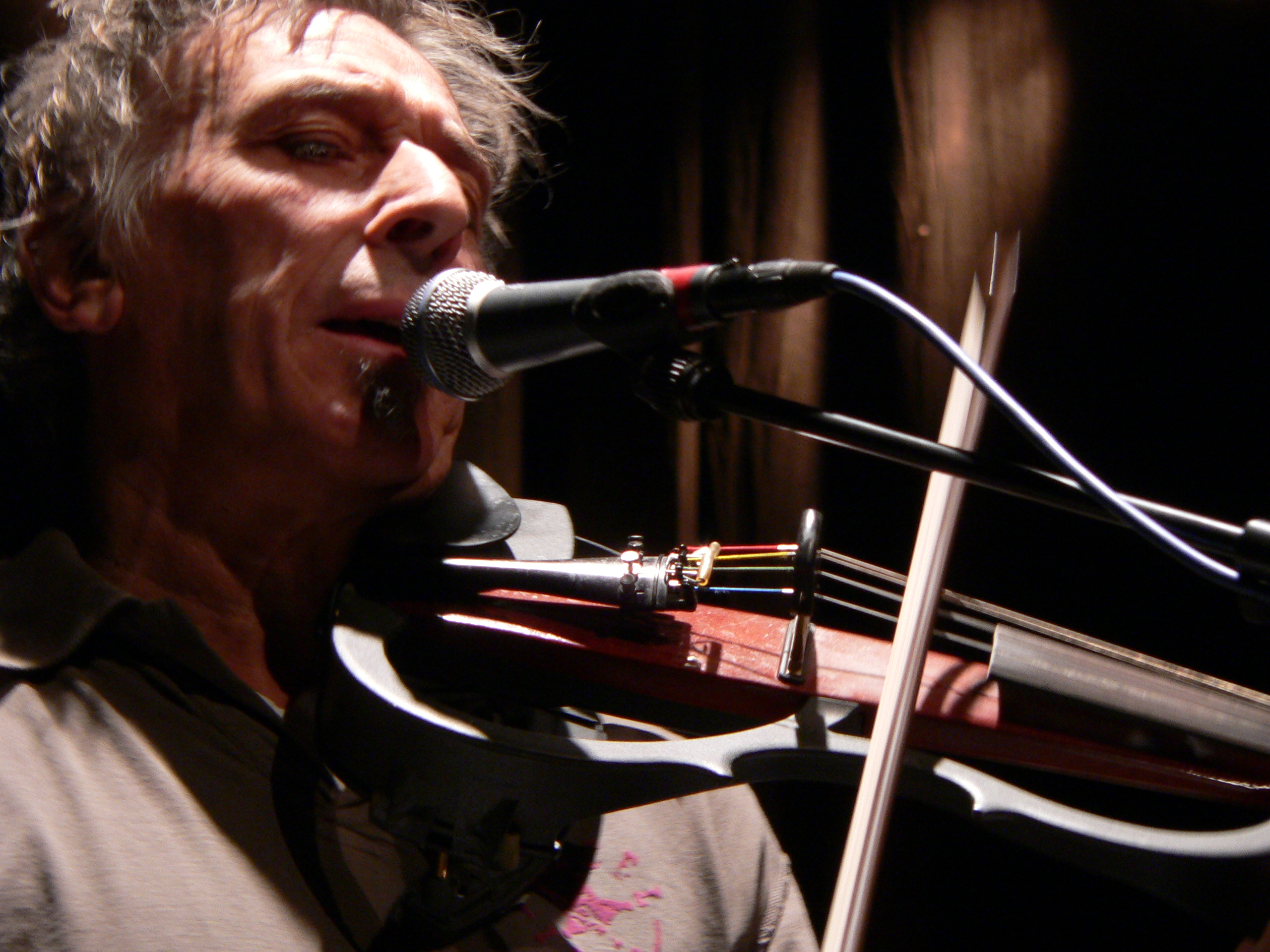
John Cale (2006)

Cale uskupení opustil koncem roku 1965, aby mohl věnovat více času své nové experimentální rockové skupině The Velvet Underground. Jeho místo v roce 1966 zaujal Terry Riley, který se do New Yorku také přestěhoval z Kalifornie. Postupem času Theatre of Eternal Music omezoval své aktivity a ke konci roku 1966 již nevystupoval vůbec. V pozdějších letech docházelo mezi Calem a Conradem na jedné straně a Youngem a Zazeelaovou na druhé ke značným sporům. Young například v roce 1987 kontaktoval různá vydavatelství, zda by byla ochotná vydat nějaké nahrávky Theatre of Eternal Music z šedesátých let. Cale s Conradem však tuto tvorbu vnímali jako kolektivní dílo, tj. že by všichni čtyři měli být uvedeni jako autoři skladeb. Young však trval na tom, že on je jediným právoplatným autorem, a z vydání nahrávek sešlo. Tyto spory však zůstaly v soukromí. Změnilo se to roku 2000, kdy společnost Table of the Elements vydala záznam z jednoho vystoupení kvintetu Young-Zazeela-Cale-Conrad-MacLise s názvem Day of Niagara. Šlo o záznam špatné zvukové kvality, který vyšel z iniciativy Calea a Conrada a Young jej neautorizoval. Kromě špatné zvukové kvality a toho, že nebyl uveden jako jediný autor, mu vadilo také to, že nahrávka, která na albu vyšla, ve skutečnosti byla jednou z verzí jeho kompozice The Tortoise, His Dream and Journeys, konkrétně část nazvaná „25 IV 65 c. 8:15-8:45 PM NYC day of niagra“ (podle kalendáře Anguse MacLise). Různí lidé, včetně Dennise Johnsona a Youngovy bývalé přítelkyně Diane Wakoski, však ohledně autorství uvedli, že v Youngově světě žádná demokracie neexistuje, a že každý, kdo s ním chce hrát, musí buď přistoupit na jeho pravidla, nebo odejít.

## Indická hudba
V roce 1967 vzal spisovatel Ralph Metzner Younga a Zazeelaovou na koncert indického hráče na shehnai Bismillaha Khana, kde je zároveň seznámil s dalším hudebníkem, Shyamem Bhatnagarem, hráčem na tampuru. Ten jim přehrál nahrávku indického zpěváka, toho času naprosto neznámého pro západní svět, jménem Pandit Pran Nath. Youngovi a Zazeelaové se Pran Natha později podařilo kontaktovat a zařídit mu cestu do New Yorku, kde se usadil. Young a Zazeelaová se při tradičním obřadu guru-śiṣya stali jeho učedníky, jimiž zůstali po dobu následujících 26 let (až do roku 1996, kdy Pran Nath zemřel). Svého gurua rovněž hostili ve svém domě a vystupovali s ním na různých místech po celém světě, přičemž často s nimi cestoval také Terry Riley, další Pran Nathův učenec. Nath je naučil silné kontrole hlasového rozsahu. Indické hudbě se Young věnoval i v následujících dekádách a v červnu 2002 mu byl z rukou Hafizullaha Khana, jediného žijícího potomka Pran Nathova učitele Abdula Wahida Khana, propůjčen titul Khan Sahib. Podobně jako měli vztah guru-śiṣya Young a Zezeelaová s Pran Nathem, přijali v roce 1999 také svého učence – jihokorejskou umělkyni Jung Hee Choi. V roce 2002 trio začalo také za doprovodu dalších hudebníků (například Charles Curtis na violoncello a Jon Catler na bezpražcovou kytaru) vystupovat, a to pod názvem Just Alap Raga Ensemble. Toto uskupení se později stalo jediným, s nímž Young veřejně vystupoval.

## Pozdější kariéra

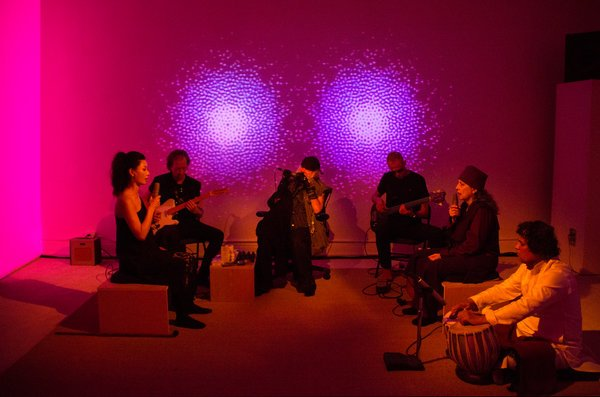
Vystoupení souboru The Sundara All-Star Band; zleva: Jung Hee Choi, Jon Catler, La Monte Young, Hansford Rowe, Marian Zazeela a Naren Budhkar

Young se v období studia u Pran Natha věnoval také vlastní skladatelské činnosti, kterou byl schopný oddělit od zcela jiného stylu, kterému se věnoval se svým guruem. Významným projektem je dílo Dream House, které je postavené na neměnném zvuku v určité barevně navržené místnosti (autorkou designu je Zazeelaová). Stálé umístění tohoto multimediálního díla je na adrese 275 Church Street, kde Young se Zazeelaovou rovněž žijí. Nacházel se však také na jiných místech, včetně Mnichova či jiného bytu na Harrison Street (1979–1985), který financovala organizace Dia Art Foundation. Významným dílem je rovněž rozsáhlá klavírní skladba The Well-Tuned Piano, která se prvního představení dočkala již v šedesátých letech a později byla dostupná i na DVD (2000) v Youngově podání z roku 1987. Young na díle začal pracovat v roce 1964, kdy se jednalo o čtyřicetiminutovo klavírní improvizaci, jejíž původně soukromá nahrávka se dostala na veřejnost. Young kompozici postupně rozšiřoval uváděl a například v roce 1975 v New Yorku a následujícího roku v Německu. Jak šly roky, skladba se postupně rozrůstala. Například dochovaná verze z roku 1981 má přibližně pět hodin, zatímco verze z roku 1987, která je tou vůbec poslední, dosahovala délky šesti a půl hodiny.
V roce 1990 složil skladbu Chronos Kristalla pro soubor Kronos Quartet. Skladba je Youngovým prvním dílem od počátku šedesátých let, pro které napsal kompletní notaci. Původně v kompozici nechal prostor pro improvizaci, který však na žádost kvarteta odstranil a každý detail je zaznamenán v notách. V letech 2002 až 2003 vytvořil skladbu Just Charles & Cello in the Romantic Chord, ve které kombinuje různé západní a východní prvky, stejně jako staré a nové techniky. Skladba byla napsána přímo (a jen) pro Charlese Curtise. Když Young Curtise skladbu učil, zpíval mu každou melodii samostatně do té doby, než byl Curtis schopný part přehrát na violoncellu. Představení skladby trvala téměř čtyři hodiny a kromě živého violoncella obsahovala přednahrané cellové drony. V roce 1991 Young vytvořil kompozici The Young Prime Time Twins, která vzniká pro různá zvuková prostředí, přičemž v každé části je dán možný či záměrně vyjmutý rozsah (v jedné z částí je například dáno, že dílo musí být v rozsahu od 1152 do 896, 576 do 448, 288 do 224, 144 do 112, 72 do 56 a 36 do 28, přičemž musí se vyhnout hraničním možnostem (tj. 1152, 576, 448, 288, 224, 56 a 28 Hz). Rovněž pracoval na rágách Sundara a Chandra Bhairavi (obě vyvíjí a uvádí od roku 2003). Již od roku 1967 Young vyvíjí skladbu Drift Studies, která je tvořena výhradně frekvencemi sinusoidních dronů.
Vliv na Youngovu hudbu měl mimo jiné jeho mormonský původ, například i ve smyslu věčného či posmrtného života. Ovlivněn jím byl i dekády poté, co mormonismus opustil. Přestože bývá označován za staršího člena americké minimalistické školy, kterou později rozvíjel Terry Riley a poté hlavně Steve Reich a Philip Glass, jeho nejstarší díla spadají spíše do hudební oblasti, kterou udával John Cage. Vyšlo pouze malé množství Youngových nahrávek (a když už, šlo o velmi malý náklad), stejně jako bylo publikováno minimum jeho partitur. Young má však velké archivy své tvorby.

## Vliv
La Monte Young měl svou minimalistickou tvorbou a využíváním dronů značný vliv na řadu pozdějších umělců. Výrazně například ovlivnil experimentální rockovou skupinu The Velvet Underground, primárně jejího člena Johna Calea. Lou Reed, další člen této kapely, Younga uváděl jako vzor pro své experimentální album Metal Machine Music (1975). Kritik Alex Ross například prohlásil, že „minimalismus skutečně začíná až s La Monte Youngem,“ zatímco Brian Eno, který byl v sedmdesátých letech průkopníkem ambientní hudby, jej označil za „tatínka nás všech“. Mezi Američany, kteří Younga uváděli za svůj vzor, patří například Glenn Branca, Rhys Chatham a Arnold Dreyblatt. Jeho raná díla ovlivnila například Evropany Wernera Duranda, Catherine Christer Hennix a Michaela von Biela, a také Japonce Takehisu Kosugiho a Yūjiho Takahashiho. V roce 1966 Young získal Guggenheimovo stipendium.